# Jan Hryniewicz (duchowny)
Jan Hryniewicz (ur. 17 lipca 1917 w majątku ziemskim Malinowszczyzna (gmina Głębokie), zm. 29 października 1999 w Świdniku) – duchowny katolicki, budowniczy kościoła w Świdniku, pierwszy proboszcz Parafii Najświętszej Maryi Panny Matki Kościoła w Świdniku, pierwszy dziekan świdnicki, honorowy członek Komisji Krajowej NSZZ „Solidarność” (1995-1999).

## Dzieciństwo
Jan Hryniewicz urodził się 16 lipca 1917 roku w majątku ziemskim Malinowszczyzna pod Wilnem. W roku 1920 podczas wojny polsko-bolszewickiej, ojciec Jana, Józef Hryniewicz otrzymał wyrok śmierci i rodzina zmuszona była opuścić okolicę Wilna, znajdując schronienie w Strzyżewie Kościelnym. W roku 1921 rodzina wróciła na Kresy Wschodnie.
W roku 1932 ukończył szkołę powszechną w Głębokiem, następnie edukację kontynuował w Prywatnym Gimnazjum Koedukacyjnym im. Unii Lubelskiej w tym samym miejscu. Egzamin maturalny zdał w roku 1938 w Wilnie. Po zdaniu matury odbył służbę wojskową w Szkole Podchorążych 77 Pułku Piechoty Legionów w Lidzie, a jesienią 1938 roku rozpoczął studia na Wydziale Prawa Uniwersytetu Stefana Batorego. Studia przerwał z powodu wybuchu II Wojny Światowej.

## II wojna światowa
W czasie wojny uniknął wywiezienia do łagrów, gdzie wywieziono dużą część jego rodziny. Uciekając przed bolszewikami, trafił do Lwowa, a następnie do Białegostoku. Z powodu niechęci władz nie dostał się tam na studia i wrócił do Malinowszczyzny. W czasie wojny m.in. pracował jako nauczyciel w Antisorach i w Kowalach, a także jako robotnik rolny i kolejarz. Działał także w Armii Krajowej.

## Okres powojenny i święcenia
Po otrzymaniu karty ewakuacyjnej, w styczniu 1945 roku trafił do Lublina. Wkrótce rozpoczął tam studia na Wydziale Prawa KUL, a także pracę w administracji Politechniki Warszawskiej (siedziba tymczasowo znajdowała się w Lublinie).
W listopadzie 1945 roku wstąpił do Wyższego Seminarium Duchownego w Lublinie.
Święcenia diakonatu otrzymał w roku 1949 z rąk bp. Stefana Wyszyńskiego, a święcenia kapłańskie 25 czerwca 1950 roku, z rąk ks. bp. Piotra Kałwy.
Po święceniach był wikariuszem w parafiach: w Janowie Lubelskim (1950–1951), w Zaklikowie (1951–1955), w Kazimierzu Dolnym (1955–1957) i w Chełmie (1957–1958). W roku 1958 Jan Hryniewicz został mianowany proboszczem parafii Branew, a 1964 roku proboszczem parafii w Piotrawinie nad Wisłą.

## Budowa kościoła w Świdniku
W roku 1970 bp Kałwa mianował ks. Hryniewicza proboszczem parafii w Kazimierzówce, z zadaniem wybudowania kościoła w pobliskim Świdniku. Nie było to łatwe zadanie, ponieważ starania nad budową nowego kościoła trwały już od lat 50. XX wieku. Jednakże tym staraniom przeciwne były władze – Świdnik miał być modelowym miastem socjalistycznym, gdzie nie było miejsca na kościół.
Zmiana władz centralnych po wydarzeniach z grudnia 1970 spowodowała, że odżyły nadzieje mieszkańców na nowy kościół. Wobec tego ks. Hryniewicz rozpoczął akcję zbierania podpisów za budową kościoła. Na 5 tysięcy mieszkańców zebrano 4,5 tys. podpisów. Akcję tą utrudniały miejscowe władze oraz SB stosując m.in. prowokację i ukryte naciski. Jednakże zbiórka podpisów nie przyniosła oczekiwanego efektu i zdecydowano się na wysłanie delegacji do Warszawy. Wysyłane delegacje podobnie jak i zbiórka podpisów spotkały się z wymijającą odmową. Po długich „walkach” decyzję pozytywną otrzymano 29 sierpnia 1975 roku.
Uzyskane pozwolenie nie zakończyło walki o kościół, ponieważ miejscowe władze wynajdywały co rusz nowe problemy i utrudniały właściwą budowę. Budowę dolnego kościoła zakończono w roku 1979, a całości w roku 1985.

## Kapelan Solidarności
8 lipca 1980 roku w WSK Świdnik w związku z podwyżką cen żywności wybuchł strajk. Był to pierwszy strajk w historii Polski, oficjalnie zakończony podpisaniem porozumień. Podczas trwania strajku (8-11 lipca 1980) ksiądz Hryniewicz odprawił ponad pięćdziesiąt mszy świętych. Po utworzeniu NSZZ „Solidarność” ksiądz był zaangażowany w świdnickie struktury Solidarności. W tym okresie na terenie zakładu zostało odprawionych wiele mszy świętych, podczas których poświęcono krzyże oraz emblematy religijne. Zostały one później umieszczone w zakładowych halach i biurach. Podobną pomoc ksiądz Hryniewicz udzielił strajkującym podczas strajku, których wybuchł w WSK po ogłoszeniu wprowadzenia stanu wojennego. Dzięki uspokojeniu robotników przez ks. Jana Hryniewicza, obyło się bez rozlewu krwi. Ponadto w okresie stanu wojennego pomagał mieszkańcom Świdnika organizując rozdzielanie pomocy charytatywnej pochodzącej z kraju i zagranicy.
W uznaniu swoich zasług w 1995 ks. Jan Hryniewicz otrzymał tytuł Honorowego Członka NSZZ „Solidarność”.

## W III Rzeczypospolitej
W roku 1993 Jan Hryniewicz przestał być proboszczem parafii pw. NMP Matki Kościoła w Świdniku, w tej funkcji zastąpił go ks. kan. Tadeusz Nowak.
W listopadzie 1994 roku Rada Miejska w Świdniku nadała ks. Hryniewiczowi pierwszy w historii miasta tytuł „Zasłużony dla Miasta Świdnika”.
Zmarł 29 października 1999 roku w Świdniku. Pogrzeb odbył się 31 października w kościele pw. NMP Matki Kościoła w Świdniku.